# Zygophyllum cuspidatum
Zygophyllum cuspidatum är en pockenholtsväxtart som beskrevs av A. Boriss.. Zygophyllum cuspidatum ingår i släktet Zygophyllum och familjen pockenholtsväxter. Inga underarter finns listade i Catalogue of Life.